# Med-View Airline
Med-View Airline war eine nigerianische Fluggesellschaft mit Sitz in Lagos und Basis auf dem Flughafen Lagos.

## Geschichte
Gegründet 2007 als Charterfluggesellschaft, trat das Unternehmen zunächst als Anbieter von Pilgerreisen zur Haddsch auf. Für die jährliche Zeit der großen Pilgerreise wurden jeweils Flugzeuge angemietet bis zur Boeing 747. Seit November 2012 wurden Linienflüge innerhalb Nigerias mit zwei Boeing 737 angeboten. Im September 2014 wurde die erste internationale Route ins ghanaische Accra aufgenommen und im November 2015 erstmals London angeflogen.
Im November 2022 erklärte der nigerianische Regulator das AOC der Fluggesellschaft für abgelaufen. Im Dezember 2022 beschlagnahmte eine Bank den Besitz der Gesellschaft.

## Flugziele
Med-View bediente eine Reihe von Zielen innerhalb Nigerias sowie Accra in Ghana.

## Flotte
Mit Stand April 2022 bestand die Flotte der Med-View Airline aus zwei Flugzeugen mit einem Durchschnittsalter von 24,2 Jahren:
| Flugzeugtyp    | Anzahl | bestellt | Anmerkungen  | Sitzplätze |
| -------------- | ------ | -------- | ------------ | ---------- |
| Boeing 737-400 | 1      |          | eine inaktiv | 144        |
| Boeing 737-500 | 1      |          |              | 115        |
| Gesamt         | 2      | –        |              |            |

## Ehemalige Flugzeugtypen
- Boeing 777-200ER